# This Left Feels Right Live
This Left Feels Right Live – wideo zawierające koncert zespołu Bon Jovi, który miał miejsce w Atlantic City 14 i 15 listopada 2003. Album został wydany 9 lutego 2004 za pośrednictwem wytwórni Mercury Records. Reżyserem koncertu jest Tony Bongiovi, młodszy brat wokalisty grupy, Jona Bon Jovi.

## Spis utworów
Sporządzono na podstawie materiału źródłowego.
1. "Love for Sale"
2. "You Give Love a Bad Name"
3. "Wanted Dead or Alive"
4. "Livin’ on a Prayer"
5. "It’s My Life"
6. "Misunderstood"
7. "Lay Your Hands on Me"
8. "Someday I'll Be Saturday Night"
9. "Last Man Standing"
10. "Sylvia's Mother"
11. "Everyday"
12. "Bad Medicine"
13. "Bed of Roses"
14. "Born to Be My Baby"
15. "Keep the Faith"
16. "Joey"
17. "Thief of Hearts"
18. "I’ll Be There for You"
19. "Always"
20. "Blood on Blood"

## DVD - edycja limitowana
Bonusowy dysk DVD dołączony do ekskluzywnej edycji albumu zawiera interaktywną grę w pokera, część "Director’s View", zawierającą rzut kamery ze strony reżysera koncertu podczas wykonywania poszczególnych utworów, a także część "Hyde Park", gdzie zamieszczono koncert zespołu z 28 czerwca 2003 w Hyde Parku w Londynie.
Sporządzono na podstawie materiału źródłowego.
Director’s View
1. "Love for Sale"
2. "I’ll Be There for You"
3. "Lay Your Hands on Me"

Hyde Park
1. "Lay Your Hands on Me"
2. "Raise Your Hands"
3. "Captain Crash and The Beauty Queen From Mars"
4. "Blood on Blood"
5. "Bounce"
6. "Everyday"